# Dynamic Data Exchange
Dynamic Data Exchange (DDE) — механизм взаимодействия приложений в операционных системах Microsoft Windows и OS/2. Хотя этот механизм до сих пор поддерживается в последних версиях Windows, в основном он заменён на более мощные механизмы — OLE, COM и Microsoft OLE Automation. Однако, DDE по-прежнему используется в некоторых местах внутри самой Windows, в частности, в механизме ассоциации расширения имени файла с приложениями. Это является следствием модели разработки, в которой Microsoft в новых версиях ОС Windows следит за обеспечением совместимости со всеми её предыдущими версиями.
Возможно использование для извлечения данных из сторонних приложений.